# 龍琛路

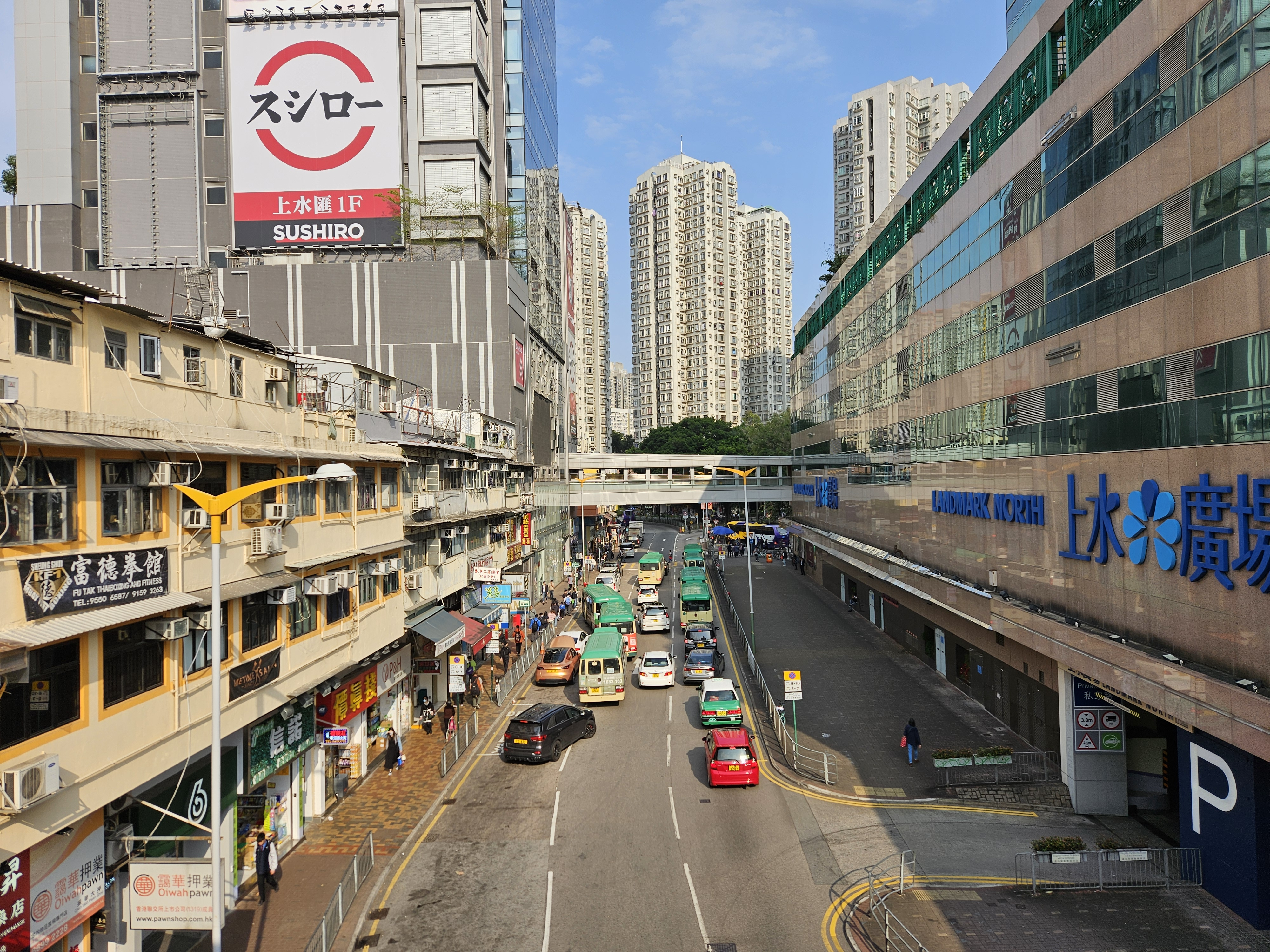
龍琛路近新發街

龍琛路（英語：Lung Sum Avenue）是香港北區的一條道路，由新豐路開始為單向東行，直至近龍運街交界開始才是雙向行車，至天平路結束。
此路一直以違泊問題嚴重作為詬病。

## 歷史
石湖墟在1955年及1956年曾兩度遭祝融光顧，大火幾乎使整個石湖墟淪為頹垣敗瓦。此後當地居民著手重建石湖墟，耗費近10年時間，於1964年方告完成，重拾昔日繁華。
後來成為鄉議局主席的張人龍議員與當地鄉紳廖潤琛在石湖墟重建期間致力從中協助，因此重建完成後，墟旁的主要道路取兩人之名命名為「龍琛路」，以表彰兩人的功勞。

## 交匯道路
- 新運路
- 新豐路
- 新發街
- 龍運街
- 龍琛里
- 新康街
- 智昌路
- 新成路
- 馬會道
- 天平路